# Capturing the Friedmans
Pour plus de détails, voir Fiche technique et Distribution.
Capturing the Friedmans est un documentaire américain réalisé par Andrew Jarecki (en), sorti en 2003.

## Synopsis
Le film est une enquête sur l'affaire judiciaire qui a mené en prison pour agressions sexuelles sur mineurs en 1987 Arnold Friedman, professeur de sciences et son fils Jesse. Arnold Friedman donnait des cours d'informatique à des enfants de son quartier et a été accusé, après avoir reçu un paquet de revues pornographiques qui a été intercepté par la police, d'avoir violé avec son fils les enfants à qui il donnait cours. Il sera condamné à dix ans de prison où il se suicidera et son fils à treize ans. 
Le film montre des interviews des différents protagonistes de l'affaire, la famille Friedman, des enfants qui ont accusé Arnold Friedman ainsi que leurs parents, la policière ayant mené l'enquête, le juge et les avocats ainsi qu'une journaliste qui a été l'une des premières à mettre en doute les procès pour abus collectifs d'enfants dans les années 1980. Il explique aussi qu'un produit censé donner accès aux souvenirs refoulés des enfants a notamment été utilisé dans cette affaire, provoquant des accusations de la part d'enfants qui au départ n'en proféraient aucune. Des extraits du journal vidéo de David Friedman, le frère de Jesse, sont aussi inclus dans le film.

## Fiche technique
- Titre : Capturing the Friedmans
- Réalisation : Andrew Jarecki
- Direction artistique : Nava Lubelski
- Image : Adolfo Doring
- Montage : Richard Hankin
- Musique : Andrea Morricone
- Pays d'origine : États-Unis
- Langue : anglais
- Genre : Documentaire
- Durée : 107 minutes
- Date de sortie :
  - France : 7 avril 2004

## Distinctions

### Prix
- 2004 : Grand prix du jury du Festival de Sundance

### Récompenses
- 2004 : Critics' Choice Movie Award du meilleur film documentaire
- 2004 : Chlotrudis Award du meilleur film documentaire

### Nomination
- 2004 : nomination à l'Oscar du meilleur film documentaire

## Accueil critique
En France, le journal Libération juge qu'il s'agit d'un « film de toute première importance tant par sa richesse romanesque (la réalité dépasse ici la fiction comme jamais) que par l'excitation intellectuelle qu'il provoque, nous obligeant à remettre à plat les mécanismes de notre propre incrédulité et la fabrique de nos opinions. »

## Analyse
Dans ce film, les informations données par les interviews ou les images d'archives (films familiaux, journaux télévisés...) viennent modifier à chaque fois les certitudes que croit avoir le spectateur qui ne peut avoir de réelle vision d'ensemble de l'affaire. Ce film ne va pas vers la mise à jour d'une vérité générale et claire mais plutôt, à travers les manques de l'enquête, les aveuglements de ceux qui l'ont menée ou en ont été les témoins, la confusion de la mémoire et les erreurs inhérentes à la parole humaine, vers « un monde d'apparences, évidemment factices, potentiellement vérifiables, que le spectateur est chargé de juger dans la solitude de sa conscience. »

## Dénonciation du film comme malhonnête
En juin 2013, Kathleen Rice, district attorney (procureur) du comté de Nassau, annonce qu'au bout d'un réexamen qui a duré trois ans, les charges contre Jesse Friedman ont été considérées comme entièrement confirmées. Rice reproche au cinéaste Jarecki d'avoir utilisé des procédés tendancieux pour amener le spectateur à croire à l'innocence de Friedman. Friedman et Jarecki repoussent les allégations de Rice.